# Franz de Paula Gundaccar II von Colloredo-Mannsfeld

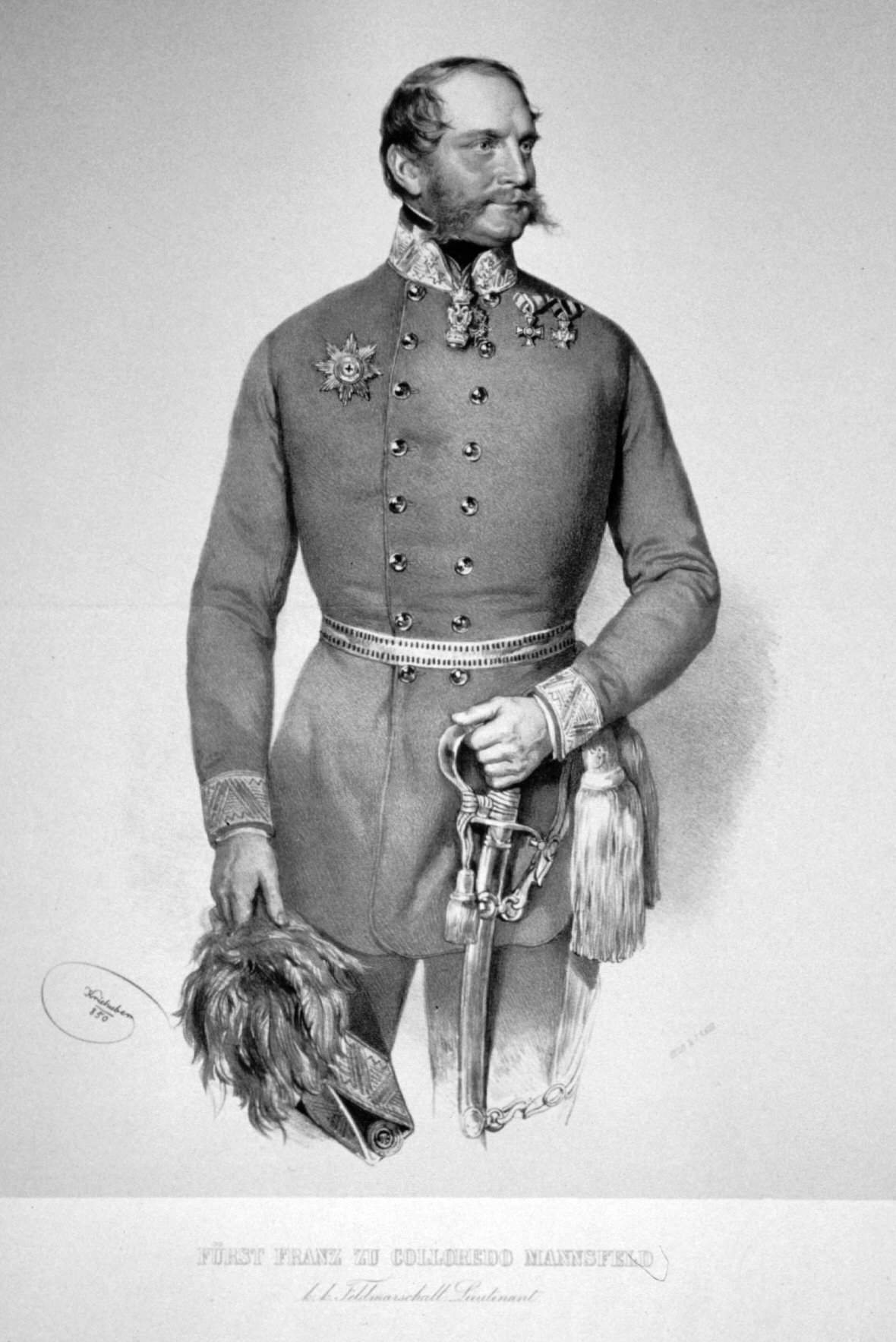
Franz de Paula Gundaccar II von Colloredo-Mannsfeld

Franz de Paula Gundaccar II Fürst von Colloredo-Mannsfeld (Wenen 8 november 1802 - Bad Gräfenberg 29 mei 1852), zoon van Hieronymus von Colloredo-Mannsfeld, uit het geslacht Colloredo, was een Oostenrijks militair.
Hij nam in 1824 als cadet dienst in het leger en klom later op tot de rang van majoor-generaal. In het Revolutiejaar 1848 commandeerde hij eerst te Triëst, daarna te Theresienstadt een brigade, was hij actief bij de onderdrukking van de opstand in Praag (juni) en nam hij deel aan de omsingeling van Wenen (oktober). Met zijn brigade maakte hij de Hongaarse veldtocht mee en nam hij deel aan de veldslagen bij Kapolna en Komorn. Hij werd hierop tot luitenant-veldmaarschalk gepromoveerd en bleef bij het omsingelingskorps voor Komorn. In oktober 1850 kreeg hij het opperbevel over het 2e Legerkorps. 